# Myrmicaria fodica
Myrmicaria fodica är en myrart som först beskrevs av Jerdon 1851.  Myrmicaria fodica ingår i släktet Myrmicaria och familjen myror. Inga underarter finns listade i Catalogue of Life.